# Mistrovství světa v zápasu řecko-římském 1993
Mistrovství světa v zápasu řecko-římském proběhlo v Stockholmu, Švédsko v roce 1993.

## Výsledky
| Kategorie | Podrobnosti | Zlato                   | Stříbro                  | Bronz                     |
| --------- | ----------- | ----------------------- | ------------------------ | ------------------------- |
| -48 kg    | podrobně    | Wilbert Sánchez (CUB)   | Zafar Gulijev (RUS)      | Sim Kwon-ho (KOR)         |
| -52 kg    | podrobně    | Raúl Martínez (CUB)     | Armen Nazarjan (ARM)     | Alfred Ter-Mkrtčjan (GER) |
| -57 kg    | podrobně    | Agasi Manukjan (ARM)    | Alexandr Ignatěnko (RUS) | Mikael Lindgren (FIN)     |
| -62 kg    | podrobně    | Sergej Martynov (RUS)   | Ender Memet (ROU)        | Juan Marén (CUB)          |
| -68 kg    | podrobně    | Islam Dugučijev (RUS)   | Kamandar Madžidov (BLR)  | Ghani Yalouz (FRA)        |
| -74 kg    | podrobně    | Nestor Almanza (CUB)    | Józef Tracz (POL)        | Yvon Riemer (FRA)         |
| -82 kg    | podrobně    | Hamza Yerlikaya (TUR)   | Daulet Turlichanov (KAZ) | Murat Kardanov (RUS)      |
| -90 kg    | podrobně    | Giorgi Koguašvili (RUS) | Maik Bullmann (GER)      | Tengiz Tedoradze (GEO)    |
| -100 kg   | podrobně    | Mikael Ljungberg (SWE)  | Ibragim Šavchalov (RUS)  | Andrzej Wroński (POL)     |
| -130 kg   | podrobně    | Alexandr Karelin (RUS)  | Sergej Murejko (MDA)     | Tomas Johansson (SWE)     |